# Spacer po wodzie
Spacer po wodzie (tytuł oryg. ללכת על המים, międzynar. tytuł ang. Walk on Water, alternat. tytuł pol. Chodzić po wodzie) – izraelsko-szwedzki dramat filmowy powstały w 2004 roku w reżyserii Etana Foksa. Tytuł filmu nawiązuje do kroczenia po wodzie przez Jezusa Chrystusa – jednego z cudów biblijnych opisanych w Ewangelii Mateusza.

## Fabuła
Ejal jest agentem Mosadu, izraelskich służb specjalnych. Pracuje jako zawodowy zabójca, z determinacją zabija przeciwników Izraela, krzywdzących jego państwo i społeczność żydowską. Gdy żona Ejala popełnia samobójstwo, szefostwo zleca mu lżejsze zadanie – ma on odnaleźć starzejącego się nazistowskiego zbrodniarza wojennego i sprowadzić go przed sąd.
W celu wytropienia SS-mana, bohater przyjmuje tożsamość przewodnika turystycznego i nawiązuje współpracę z wnukami poszukiwanego zbrodniarza – Axelem i Pią. Pia żyje w izraelskim kibucu. Axel odwiedza siostrę i usiłuje namówić ją do powrotu do rodzinnych Niemiec z okazji zbliżających się siedemdziesiątych urodzin ojca. Na miejscu dowiaduje się, że Pia odizolowała się od rodziców, gdy odkryła, że ukrywają oni rzekomo zmarłego przed laty ojca. Zszokowany Axel dzieli się tą informacją z Ejalem.
Pomimo wykonywanej pracy, Ejal szczerze zaprzyjaźnia się z Axelem. Obaj spędzają ze sobą mnóstwo czasu i towarzystwo Niemca odpowiada agentowi, mimo iż nie wyznaje on tego otwarcie. Znajomość z Axelem pozwala Ejalowi na okazanie „ludzkiej” strony swojego charakteru i odejście od postawy bezrefleksyjnego twardziela. Mężczyźni decydują się nawet na kąpiel błotną, a następnie wspólny prysznic.
Niemieckie rodzeństwo i ich fałszywy przewodnik spotykają się wkrótce w telawiwskiej restauracji. Axel zapoznaje się z jednym z kelnerów, Rafikiem, który podaje mu adres najlepszej dyskoteki w mieście. Cała trójka stawia się pod podanym adresem, gdzie wolny czas spędza już Rafik. Ejal jest zaskoczony, gdy okazuje się, że ów lokal to klub gejowski. Widząc Axela namiętnie tańczącego z Rafikiem, wychodzi.
Początkowo orientacja seksualna Axela powoduje u Ejala niechęć. Mężczyzna pyta dowództwo, czy może zostać usunięty z misji, nie kryjąc własnej homofobii. Jego szef, Menachem, wyraźnie podkreśla jednak, że zakończenie zadania leży w obowiązku Ejala. Podczas wizyty w Berlinie, agent uświadamia sobie, że seksualność jego przyjaciela, a zarazem głównego źródła informacji jest nieistotna. Ejal staje nawet w obronie transseksualnych przyjaciół Axela, a podczas konfrontacji z neonazistowskimi zbirami ujawnia swoją płynną znajomość języka niemieckiego. Wyraźnie zdziwionemu odkryciem umiejętności językowych kolegi Axelowi wyjaśnia, że jego rodzice pochodzili z Niemiec, pomijając jednak fakt, iż większość Żydów zamieszkałych w rejonach jego matki zginęła z rąk dziadka Axela. Następnego dnia Ejal spotyka w jednym z barów Menachema.
Axel zaprasza Ejala na obchody urodzin ojca-milionera. W okazałej willi Ejal poznaje rodzinę przyjaciela i pozostałych gości, którym wyraźnie nie odpowiada narodowość i religia przybyłego. Niebawem po uroczystym wprowadzeniu tortu do sali urodzinowej, swą obecnością na przyjęciu zaskakuje zgromadzonych ostatni gość – dziadek Axela. Pomiędzy Axelem a jego matką, odpowiedzialną za niespodziankę, dochodzi do sprzeczki. Axel udaje się do pokoju Ejala, lecz nie zastaje go tam; odnajduje za to folder z dokumentacją dotyczącą własnej rodziny.
Tymczasem Ejal spotyka się z Menachemem i informuje go, że z łatwością może porwać byłego nazistę i przetransportować go do Izraela, by tam został osądzony za zbrodnie wojenne. Menachem tłumaczy agentowi, że w jego misji nie bierze udziału nikt poza nimi, oraz że ma ona na celu zabicie staruszka. Ejal, choć wyraźnie przeciwny idei szefa, powraca do willi. Uzbrojony w strzykawkę z trucizną, w ciszy wchodzi do pokoju wytropionego. Tuż za nim skrada się Axel. Gdy okazuje się, że Ejal nie jest w stanie wypełnić zobowiązań zawodowych, Axel dopełnia jego misji. Usiadłszy przy śpiącym dziadku, czule pieści jego twarz, a następnie odłącza go od aparatury utrzymującej go przy życiu. Ejal, płacząc, wyżala się następnie przyjacielowi i stwierdza, że nie chce już mordować. Wtula się w ramiona Axela.
W dwa lata później Ejal okazuje się być żonatym mężczyzną. Ma syna, Toma, a z Axelem łączą go wciąż przyjacielskie stosunki. Ostatnia scena ukazuje byłego zabójcę piszącego do Axela maila. Poruszony zostaje temat snu Ejala, w którym on i Axel – zgodnie z tytułem filmu – wspólnie kroczą po wodzie.

## Bohaterowie/obsada
- Ejal (w tej roli Li’or Aszkenazi) – agent izraelskiego Mosadu, zawodowy zabójca. Jeden z najlepszych płatnych morderców w kraju. Stracił żonę, która popełniła samobójstwo przez fach, którym trudził się jej mąż. Mężczyzna twardy i bezwzględny, do momentu sceny finalnej niezdolny do płaczu. Przed poznaniem Axela był homofobem, choć jego orientacja seksualna nie zostaje jaśnie sprecyzowana jako heteroseksualna. Wiele scen pozostawia w widzu wrażenie, że Ejal może być skrytym gejem lub biseksualistą, zainteresowanym bliższą znajomością z Axelem.
- Axel Himmelman (Knut Berger) – młody Niemiec, syn milionera. Jest jawnym homoseksualistą i jego orientacja początkowo stanowi przeszkodę w dalszej przyjaźni z Axelem. Jak sam wyznaje, nigdy nie był w stanie związać się z mężczyzną swojej narodowości, co pozwala przypuszczać, że zbrodnicza działalność dziadka SS-mana odcisnęła na jego życiu trwałe piętno.
- Pia Himmelman (Caroline Peters) – siostra Axela mieszkająca w kibucu. Na długo przed swoim bratem odkryła tajemnicę rodziców (ukrywanie dziadka) i w związku z tym wyemigrowała do Izraela.
- Menachem (Gideon Shemer) – członek Mossadu, szef Ejala. Żądny pomsty na dziadku Axela, który wymordował jego krewnych w wyniku swej nazistowskiej działalności.
- Rafik (Yousef „Joe” Sweid) – młody Palestyńczyk, kelner w jednych z telawiwskich restauracji. Axel nawiązuje z nim przelotny romans podczas wizyty w Izraelu.
- Alfred Himmelman (Ernest Lenart) – dziadek Axela i Pii, były nazistowski zbrodniarz wojenny, cel poszukiwań Mossadu.
- Hubertus Regout, Biggy van Blond i Paisley Dalton jako bezimienni przyjaciele Axela, drag queens.

## Historia wydania filmu
Światowa premiera filmu miejsce miała 5 lutego 2004 r. podczas prestiżowego niemieckiego Berlinale. Niewiele ponad miesiąc później, 18 marca, film zaprezentowano w rodzimym Izraelu. W Stanach Zjednoczonych projekt po raz pierwszy wyemitowano na Milwaukee International Film Festival 24 października 2004 r. W USA film spotkał się także z ograniczoną dystrybucją kinową w marcu 2005.
Premiera obrazu w Polsce odbyła się 10 października 2004 w trakcie Warszawskiego Międzynarodowego Festiwalu Filmowego. 28 stycznia 2010 na antenie stacji Ale Kino!, w ramach pasma „Kino mówi”, miała miejsce polska premiera telewizyjna.

### Festiwale
Film zaprezentowano podczas następujących festiwali filmowych:
- 2004: Niemcy – Międzynarodowy Festiwal Filmowy w Berlinie
- 2004: Francja – Cannes Film Market
- 2004: Dania – Copenhagen International Film Festival
- 2004: Kanada – Toronto International Film Festival
- 2004: Finlandia – Helsinki International Film Festival
- 2004: Polska – Warsaw International FilmFest
- 2004: Stany Zjednoczone – Milwaukee International Film Festival
- 2004: Stany Zjednoczone – Washington Jewish Film Festival
- 2005: Szwecja – Gothenburg Film Festival
- 2005: Węgry – Israeli Film Week
- 2005: Grecja – Athens Film Festival
- 2005: Hongkong – Hong Kong Jewish Film Festival
- 2006: Stany Zjednoczone – Dayton Jewish Film Festival

## Nagrody i wyróżnienia
- 2004, Gala wręczenia nagród Izraelskiej Akademii Filmowej:
  - Nagroda Izraelskiej Akademii Filmowej w kategorii najlepsza muzyka (nagrodzony: Iwri Lider)
  - Nagroda Izraelskiej Akademii Filmowej w kategorii najlepszy dźwięk (Gil Toren)
  - nominacja do Nagrody Izraelskiej Akademii Filmowej w kategorii najlepszy film
  - nominacja do Nagrody Izraelskiej Akademii Filmowej w kategorii najlepszy scenariusz (Gal Uchowski)
  - nominacja do Nagrody Izraelskiej Akademii Filmowej w kategorii najlepsza reżyseria (Etan Fox)
  - nominacja do Nagrody Izraelskiej Akademii Filmowej w kategorii najlepszy aktor (Li’or Aszkenazi)
  - nominacja do Nagrody Izraelskiej Akademii Filmowej w kategorii najlepsze zdjęcia (Tobias Hochstein)
  - nominacja do Nagrody Izraelskiej Akademii Filmowej w kategorii najlepszy montaż (Josef Grunfeld)
- 2004, Washington Jewish Film Festival:
  - Nagroda Audiencji w kategorii film fabularny (Etan Fox)
- 2005, Satellite Awards:
  - nominacja do nagrody Satellite w kategorii wybitny zagraniczny film fabularny
- 2006, GLAAD Media Awards:
  - nominacja do nagrody GLAAD Media w kategorii wybitny film – wydanie (DVD – przyp.) limitowane
- 2006, César Awards, France:
  - nominacja do nagrody Cezara w kategorii najlepszy film zagraniczny (Etan Fox)

## Soundtrack
Na ścieżce dźwiękowej do filmu znalazł się przebój z repertuaru duetu Ester i Abiego Ofarim „Cinderella Rockefella” w wykonaniu Iwri Lidera i Rity Kleinstein oraz remiks utworu Lidera „Mary La’Netzach” (ang. „Mary Forever”). Ivra Lider pracował nad ścieżką dźwiękową do filmu Etana Foksa już kolejny raz – skomponował wcześniej muzykę do melodramatu Yossi & Jagger (2002).

## Informacje dodatkowe
- Zdjęcia do filmu powstawały w trzech krajach: Izraelu, Niemczech i Turcji.
- Aktorzy Knut Berger i Caroline Peters (podobnie jak niezwiązany z tą produkcją reżyser Andreas Struck) pełnili kolaboracyjną funkcję przy tworzeniu scenariusza filmowego.
- Caroline Peters wyznała na łamach izraelskiej telewizji, że jej prawdziwy dziadek był nazistą w rzeczywistości[1].